# Chlef (província)

Carte d'Algérie (Wilaya de Chlef)

Chlef (em árabe: ولاية الشلف, berbere: Tamnaḍt n Clef) é uma província (wilaya) da Argélia. 
Com uma área de 4,975 km², a província conta com uma população de 1.002.088 habitantes. Sua capital é cidade de Chlef; outra importante localidade é Ténès, banhada pelo mar Mediterrâneo.